# El Progreso (1897-1898)
El Progreso fue un periódico español editado en Madrid entre 1897 y 1898.

## Historia
Fue fundado por el periodista y activista republicano Alejandro Lerroux, quien sería director y propietario del mismo. Sacó a la calle su primera edición el 31 de octubre de 1897. Se resucitaba así la cabecera El Progreso que ya había existido entre 1881 y 1887. Lerroux, antiguo director de El País, arrastraría a buena parte de su redacción al nuevo diario.
La publicación se caracterizó por sus artículos «petardistas», de tendencia extremista. Desde las páginas de El Progreso se realizaría una activa campaña contra las penas impuestas a los condenados en los procesos de Montjuic. Sin embargo, el diario iba a tener una corta existencia. Publicaría su último número el 31 de mayo de 1898.